# ستيفن كلارك (عالم كيمياء حيوية)
ستيفن كلارك (بالإنجليزية: Steven Clarke)‏ هو عالم كيمياء حيوية أمريكي، ولد في 19 نوفمبر 1949.